# Moltàievo
Moltàievo (en rus: Молтаево) és un poble (un possiólok) de l'óblast de Sverdlovsk, a Rússia, segons el cens del 2010 tenia 38 habitants.